# Merohister ariasi
Merohister ariasi är en skalbaggsart som först beskrevs av Sylvain Auguste de Marseul 1864.  Merohister ariasi ingår i släktet Merohister och familjen stumpbaggar. Inga underarter finns listade i Catalogue of Life.